# Битва при Инверкитинге
Битва при Инверкитинге (англ. Inverkeithing; 20 июля 1651 года) — одно из сражений в ходе военной кампании Оливера Кромвеля по завоеванию Шотландии. Шотландские войска были разбиты англичанами, что открыло Кромвелю путь в северные области страны.

## Военные действия перед сражением
Разгром шотландской армии в битве при Данбаре 3 сентября 1650 года привёл к английской оккупации всей юго-восточной части страны. К концу сентября Оливер Кромвель захватил Эдинбург, однако его продвижение в северную Шотландию было остановлено остатками войск Дэвида Лесли. Тем временем в среде правящей в Шотландии партии радикальных ковенантеров обозначился раскол: более умеренное крыло правительства во главе с маркизом Аргайлом пошло на сотрудничество с роялистами и «ингейджерами» с целью объединения всех сил для защиты отечества. Это вызвало возмущение экстремистской части ковенантеров — ремонстрантов, которые сформировали в западных графствах собственную «священную армию». Однако эта армия 1 декабря 1650 года была разбита английским отрядом Джона Ламберта под Гамильтоном.
Поражение ремонстрантов усилило партию умеренных. Карл II 1 января 1651 года был коронован в Скуне королём Шотландии. Началось формирование новой армии, в которую было разрешено вступать не только «истинным» ковенантерам, но и роялистам и «ингейджерам». Тем временем английские войска Джорджа Монка завершали подчинение южной Шотландии: в феврале был взят замок Танталлон, а в марте Блэкнесс на южном берегу Ферт-оф-Форта. Затем продвижение англичан несколько замедлилось, во многом из-за тяжёлой болезни Кромвеля. После его выздоровления в июне 1651 года английская армия попыталась атаковать шотландцев Дэвида Лесли у Стерлинга, однако эффективным маневрированием Лесли избежал сражения и в то же время воспрепятствовал продвижению Кромвеля в северную Шотландию.
С целью нарушить коммуникации шотландцев 17 июля Кромвель направил в Файф отряд численностью около 4500 солдат во главе с Джоном Ламбертом. Лесли, в свою очередь, выслал им навстречу корпус полковника Джона Брауна (англ. John Browne).

## Положение сторон
Переправа англичан через залив Ферт-оф-Форт из-за недостатка судов заняла около трёх дней. К 20 июля Ламберт завершил высадку своего отряда на побережье Файфа в районе Инверкитинга. В это время к городу подошёл шотландский отряд. В распоряжении Джона Брауна было около 4000 солдат и жителей Перта и Данфермлина.

## Ход битвы
20 июля 1651 г. численно превосходящие английские силы неожиданно атаковали шотландцев. Битва продолжалась около шести часов и отличалась особенной жестокостью, память о которой сохранилась в анналах соседнего Данфермлина. Согласно традиции, вода в ручье, протекающем через поле битвы, ещё семь дней спустя сражения оставалась кровавой. Шотландцы потеряли 2 тысячи человек убитыми, причём среди них было множество ополченцев из близлежащих городов. В сражении пало также около 760 шотландцев из клана Маклин, геройски защищавших своего вождя. Джон Браун был пленен англичанами и спустя некоторое время скончался «от разрыва сердца».

## Значение сражения
Победа при Инверкитинге открыла перед англичанами путь в Северную Шотландию через Файф, что позволяло обойти с тыла основные силы шотландцев, дислоцировавшиеся у Стерлинга.